# Смит, Макила
Макила Смит (англ. Makyla Smith; родилась в 1982 году) — канадская актриса, наибольшую известность получившая благодаря роли Дафни в сериале «Близкие друзья».

## Биография и карьера
Макила — дочь актрисы Элисон Сили-Смит (англ. Alison Sealy-Smith).
Слава пришла к актрисе после исполнения роли Дафни Чендерс, лучшей подруги Джастина Тейлора, в сериале «Близкие друзья». Также девушка снялась в фильмах «История Мэттью Шепарда», «Одержимый», «Секс, ложь и одержимость», «История Лиз Мюррей», «Королева бала: История Марка Холла».

## Фильмография

### Кино
| Кино | Кино      | Кино           | Кино                         | Кино               |
| Год  | Название  | В оригинале    | Роль                         | Примечания         |
| ---- | --------- | -------------- | ---------------------------- | ------------------ |
| 2003 | Одержимый | Owning Mahowny | Девушка в офисе аренды машин | эпизодическая роль |

### Телевидение
| Телевидение | Телевидение                        | Телевидение                               | Телевидение        | Телевидение                          |
| Год         | Название                           | В оригинале                               | Роль               | Примечания                           |
| ----------- | ---------------------------------- | ----------------------------------------- | ------------------ | ------------------------------------ |
| 2004        | Шестнадцать                        | 6Teen                                     | Шармин             | 1 эпизод                             |
| 2004        | Зуи Кезако                         | Zoé Kézako                                | н/д                | 3 эпизода, озвучивание               |
| 2004        | Королева бала: История Марка Холла | Prom Queen: The Marc Hall Story           | Бритни             | телевизионный фильм                  |
| 2003        | История Лиз Мюррей                 | Homeless To Harvard: The Liz Murray Story | Крис               | телевизионный фильм                  |
| 2002        | История Мэттью Шепарда             | The Matthew Shepard Story                 | Кейси              | телевизионный фильм                  |
| 2002        | Красные кроссовки                  | The Red Sneakers                          | Тамар              | телевизионный фильм                  |
| 2001        | Секс, ложь и одержимость           | Sex, Lies & Obsession                     | Джулиет            | телевизионный фильм                  |
| 2000—2005   | Близкие друзья                     | Queer As Folk                             | Дафни Чендерс      | 30 эпизодов                          |
| 2000—2001   | Как бы поступила Кейтлин           | Caitlin’s Way                             | Поршия Петтигрю    | 2 эпизода                            |
| 2000        | Дорогая Америка                    | Dear America: Color Me Dark               | Нилли Ли Лав       | короткометражный телевизионный фильм |
| 1999        | Аниморфы                           | Animorphs                                 | Таня               | 1 эпизод                             |
| 1998—1999   | Знаменитый Джетт Джексон           | The Famous Jett Jackson                   | эпизодические роли | 3 эпизода                            |